# 藤岡真
藤岡 真（ふじおか しん、1951年2月19日 -）は、日本の推理作家、空手家。1992年に『笑歩』でデビューし、その後5作の長編を発表している。バカミス作家、カルト作家とも呼ばれる

## 経歴
神奈川県鎌倉市生まれ。宮城県仙台第二高等学校を経て早稲田大学理工学部卒業後、広告代理店に入社。CMディレクターとして、全日本CM大賞、電通賞、ニューヨークADC賞、カンヌ国際広告祭金獅子賞受賞。1992年『笑歩（しょうほ）』で第10回小説新潮新人賞受賞（選考委員；井上ひさし、筒井康隆）。
1993年に長編推理小説『ゲッベルスの贈り物』を発表し、以後推理作家として活動を続けている。
また空手家でもあり、中村日出夫を総師とする空手道拳道会の池袋本部道場塾頭も務めている。

## 作品リスト
- 1992年「笑歩」（小説新潮12月号）1993年小説新潮新人賞受賞作。
- 1993年「ゲッベルスの贈り物」（角川書店・2001年創元推理文庫）
- 2000年「六色金神殺人事件」（徳間文庫）
- 2005年「ギブソン」（創元ミステリフロンティア）
- 2006年「白菊」（創元推理文庫）
- 2009年「七つ星の斬首人」（創元クライム・クラブ）
- 2016年「死龍・スロン」（原書房）

## その他

### 笑歩
町中のユニークな看板や建築物を写真におさめる「笑歩（略号＝SH)」を提唱しており、まぐまぐVOWなどにも投稿している。この趣味が高じて小説「笑歩」は執筆された。藤岡の公式サイトで数々の笑歩が見ることが出来る。

### Twitterにおける「暴言」騒動
2016年3月20日に日本テレビ系列で放送されたザ!鉄腕!DASH!!において、TOKIOメンバーが2年かけて制作した「究極のラーメン」が披露された。材料のうち、麺に使用する小麦粉には福島県で栽培した小麦「春よ恋」を用いていたが、これを知った藤岡は放送終了直後にTwitterへ以下のツイートを投稿した。
これに対し、閲覧者から「福島県に在住している全ての人に対する侮辱、中傷だ」「こういう人がいるから風評被害ってなくならない」といった批判が数多く寄せられた。21日に藤岡はブログで放射性物質の危険性など真意を説明しつつ、「人殺し」「きちがい」という言葉は明らかに言いすぎであったと謝罪した一方、売名行為やステマという意見については嫌がらせのたぐいであると述べ否定した。これに対し再び批判が殺到した。その後、23日にTwitter上で「福島県の皆様、TOKIOの皆様、鉄腕ダッシュの関係者の皆様に深くお詫び致します。本当に、申し訳ありません」と謝罪した上で、Twitterの休止宣言を行った。2017年2月現在は公式サイトも閉鎖しており閲覧することができなかったが、2023年９月18日にPCが直ったという理由によりX（旧Twitter）で「藤岡真」名にて投稿を再開している。